# Verhaltenshemmung
Verhaltenshemmung oder Behaviorale Inhibition (engl. behavioral inhibition) ist die Bezeichnung für ein Temperamentskonstrukt, das auf einer leichten Irritierbarkeit (Weinen, Schreien) im Säuglingsalter aufbaut. Das Konstrukt geht auf eine Studie des US-amerikanischen Entwicklungspsychologen Jerome Kagan und seiner Kollegen an der (Harvard University) 1984 zurück, die für ihre Untersuchung Videoaufzeichnungen des Verhaltens von 117 Kindern im Alter von 21 Monaten bei der Begegnung mit fremden Personen und Gegenständen auswerteten. Daran schloss sich eine bis ins sechste Lebensjahr reichende Längsschnittstudie mit einem Teil dieser Kinder, mit der die Autoren zu belegen versuchen, dass sich dieses  Temperamentsmerkmal später in Schüchternheit, emotionaler Zurückhaltung und Vermeidungsverhalten gegenüber unbekannten Menschen oder in ungewohnten Situationen manifestiere. Jeffrey Alan Gray (1982, 1987, 1990) unterscheidet nach der Reinforcement Sensitivity Theorie drei biologische Systeme, die das Verhalten steuern sollen:
- das Annäherungssystem, englisch Behavioral-Approach-System (BAS),
- das Verhaltenshemm-System, englisch Behavioral Inhibition System (BIS),
- und das Kampf/Flucht-System (Fight/Flight).

Es gibt die Hypothese, dass es sich um eine angeborene Temperaments-Ausprägung mit einer Grundhaltung der Ängstlichkeit handle, die in der weiteren Entwicklung die Entstehung von Phobien und Angststörungen begünstigt. Ob diese Annahme stimmt, kann bis jetzt aber noch nicht abschließend beurteilt werden.